# Моєчу-де-Жос
Моєчу-де-Жос (рум. Moieciu de Jos) — село у повіті Брашов в Румунії. Адміністративний центр комуни Моєчу.
Село розташоване на відстані 132 км на північний захід від Бухареста, 27 км на південний захід від Брашова.

## Населення
За даними перепису населення 2002 року у селі проживали 2082 особи, з них 2080 осіб (99,9%) румунів. Рідною мовою 2081 особа (> 99,9%) назвала румунську.